# Nils Becker (Basketballspieler)
Nils Becker (* 19. Juni 1966 in Hannover) ist ein ehemaliger deutscher Basketballspieler. Der 2,08 große Centerspieler stand während seiner Profikarriere unter anderem im Kader des Bundesligisten Bayreuth und bestritt fünf A-Länderspiele für Deutschland.

## Karriere
Der gebürtige Hannoveraner spielte als Jugendlicher bei der Turnerschaft Großburgwedel. Er nahm 1983 mit der deutschen U16-Nationalmannschaft an der Kadetten-Europameisterschaft im eigenen Land teil und gewann mit der Auswahl des Deutschen Basketball Bundes die Bronzemedaille. In sechs Turniereinsätzen erzielte er im Durchschnitt 5,3 Punkte. Ein Jahr später gehörte er zum deutschen Aufgebot für die Junioren-EM in Schweden: Becker verbuchte in sieben Spielen 6,9 Zähler im Schnitt und landete mit der deutschen Mannschaft auf dem fünften Platz. Seine Turnierbestleistung waren zwölf Punkte im Duell mit Spanien.
1985 wechselte er an die Santa Clara University (US-Bundesstaat Kalifornien). Dort war er Mannschaftskamerad von Jens-Uwe Gordon. Beckers beste Saison für die „Broncos“ war zugleich seine letzte: 1989/90 erzielte er im Schnitt 11,0 Punkte sowie 6,7 Rebounds.
1989 gewann er mit der deutschen Studentenauswahl Bronze bei der Universiade.
Die meiste Zeit seiner nachfolgenden Profikarriere verbrachte er beim Bundesligisten Steiner Bayreuth (später in Basket Bayreuth umbenannt), mit dem er mehrfach ins Playoff-Halbfinale bzw. -Viertelfinale um die deutsche Meisterschaft vorstieß und wo er als Mannschaftskapitän fungierte. In seiner Bayreuther Zeit wurde Becker auch A-Nationalspieler und bestritt zwischen 1991 und 1994 insgesamt fünf A-Länderspiele.
Nach dem Konkurs des Vereins 1999 verließ er Oberfranken in Richtung Niedersachsen und wechselte zum TSV Quakenbrück, wo er noch zwei Jahre in der 2. Bundesliga spielte.
Nach seiner Profikarriere spielte Becker weiterhin Basketball und nahm mit den Bayreuther Seniorenmannschaften an Meisterschaften teil. Teils half er auch im Alter von über 45 Jahren bei Bayreuths zweiter Herrenmannschaft in der Regionalliga aus.